# クインナルビー
クインナルビー（1949年4月13日 - 1960年4月17日）は、1950年代後半に活躍した日本の競走馬。年齢表記は旧呼称とする。

## 経歴

### 現役時代
1949年4月13日、北海道浦河郡浦河町の鎌田三郎牧場にて生まれる。3歳時に阪神競馬場所属の石門虎吉厩舎に入厩し、訓練を積む。
1951年8月18日、札幌競馬場での未出未受競走に於いて、柴田不二男騎乗でデビューし、2着となる。その後札幌で2戦して2勝、秋の京都で2戦していずれも2着となる。暮れの阪神の条件戦で鞍上に境勝太郎を迎えて勝つとその翌週の第3回阪神三歳ステークスに連闘で出走して3着に入った。
1952年、4歳になると3月の阪神競馬場でのスプリングステークスに出走、同期デビューで強豪牝馬の一頭に数えられるレダの前に1馬身1/4及ばず2着となる。4月13日の桜花賞ではレダに次いで2番人気となったが、5番人気で保田隆芳騎乗のスウヰイスーに敗れた。桜花賞の後、一戦して5月25日の第19回東京優駿に出走し、12番人気ながらゴール前でクリノハナ、タカハタと接戦を演じて3着に入った。東京優駿の後、平場オープン競走で3勝を挙げて10月5日の第13回優駿牝馬に出走し、桜花賞の雪辱を期したが叉もスウヰイスーの前に5着と敗れた。優駿牝馬の後に地元関西へ戻り鞍上が土門健司に交代し、平場オープンを勝ち、チャレンジカップで2着、11月23日の第13回菊花賞では3着となった。年末に再び境勝太郎に鞍上が戻り、12月28日の鳴尾記念（秋）で優勝し、漸く重賞初制覇となった。
1953年、5歳を迎えて年明けの平場オープンで勝った後、3月には3週連続でオープン特別戦に出走するハードローテーションの中で連対を外さぬ安定ぶりを見せた。4月12日の阪神記念で2度目の重賞制覇を飾って5月5日の第27回天皇賞（春）に出走、好敵手レダの前に叉も2馬身半差及ばず2着となった。その後、鳴尾記念（春）では再びレダと対決してこの時はハナの差で勝利し、重賞3勝目となった。3ヶ月の休養の後、オープン競走を3戦した後に11月15日の第28回天皇賞（秋、東京 芝3,200メートル）に出走、3分23秒0のレコードタイムで優勝して悲願の八大競走制覇を果たした。天皇賞の後は毎日王冠、鳴尾記念（秋）と出走したが、勝つことは出来なかった。
1954年、6歳を迎えた1月の京都競馬に2回出走。1月17日の日本経済新春杯3着を最後に現役を引退した。現役時代は44戦して一度たりとも掲示板を外したことがなかったという安定した成績を残した馬でもあった。

### 繁殖牝馬時代
現役引退後に繁殖に上がったクインナルビーの産駒は、カツトシ（1958年中山4歳ステークス）が目立つのみだが、その牝系は遺した3頭の牝馬から繁栄し、子孫からオグリキャップ（有馬記念2勝、安田記念など）、オグリローマン（桜花賞）、キョウエイマーチ（桜花賞）、マルシュロレーヌ（ブリーダーズカップ・ディスタフ）、アンドレアモン（ウインターステークス、フェブラリーハンデキャップ）、ナミュール（マイルチャンピオンシップ）といった活躍馬を輩出している。

## 主な牝系図
牝系図の主要な部分（太字はGI級競走優勝馬）は以下の通り。
- クインナルビー 1949
  - カツトシ 1955（中山4歳S）
  - スターナルビー 1957
    - センジユウ 1963
      - ネヴアーナルビー 1969
        - ホワイトナルビー 1974
          - オグリシルバー 1981
            - オグリプレス 1988
              - タクミシルバー 1999（ほくてつニューイヤーC、いぬ鷲賞）

          - オグリドン 1984
            - オグリマイケル 1997（笠松オールカマー）

          - オグリキャップ 1985（有馬記念、マイルCS、安田記念ほか）
          - オグリロード 1987
            - オグリダンディ 1994（全日本3歳優駿）

          - オグリビート 1988
            - オグリビーナス 1997
              - オグリタイム 2010（南部駒賞）

          - オグリホワイト 1989（笠松ジュニアグランプリ）
          - オグリローマン 1991（桜花賞ほか）
            - オグリロマンス 1996
              - クィーンロマンス 2001（新春盃、中京スポーツ杯スプリント）
                - グラインドアウト 2021（花吹雪賞）

            - オグリピンキー 1998
              - コウザンヒキリ 2012（仙酔峡賞）

            - オグリホット 2003（ウイナーC）

          - オグリシャダイ 1993（サラ・クイーン特別）
            - オグリシルク 2003（東海ゴールドC）
            - オグリオトメ 2005（東海クイーンC）

    - キタノマサコ 1967
      - サンケイダイヤ 1982（東京障害特別）
      - イーストナルビー 1983（花吹雪賞）

  - スズキホープ 1985
    - ニットウホープ 1963
      - メイセツ 1971
        - アンドレアモン 1979（フェブラリーH、ウィンターS）

  - スズキナルビー 1960
    - トミニシキ 1967
      - インターヒリユウ 1971（東京記念）
      - トキノシュリリー 1978
        - インターシャルマン 1987
          - キョウエイマーチ 1994（桜花賞、ローズS、報知4歳牝馬特別、京都金杯、阪急杯）
            - ヴィートマルシェ 2002
              - サンブルエミューズ 2010
                - ナミュール 2019（マイルCS、富士S、チューリップ賞）
                - ラヴェル 2020（アルテミスS）

              - マルシュロレーヌ 2016（BCディスタフほか）
              - バーデンヴァイラー 2018（マーキュリーC）

            - トライアンフマーチ 2006（キャピタルS、皐月賞2着）

    - ウラカワナルビー 1977
      - トウシヨウホワイト 1983
        - トキノアジュディ 1999（ニューイヤーC）

    - ニツトウカラード 1978
      - ボーイフレンド 1995（九州ジュニアチャンピオン、中島記念）

牝系図の出典：Galopp Sieger、牝系検索α

## 血統表
| クインナルビーの血統        | クインナルビーの血統                  | クインナルビーの血統                  | （血統表の出典）                      | （血統表の出典） |
| 父系                        | ゲインズバラ系                        | ゲインズバラ系                        | ゲインズバラ系                        | [ § 2 ]          |
| 父 クモハタ 1936 栗毛       | 父の父*トウルヌソル 1922 鹿毛         | Gainsborough                          | Bayardo                               | Bayardo          |
| 父 クモハタ 1936 栗毛       | 父の父*トウルヌソル 1922 鹿毛         | Gainsborough                          | Rosedrop                              |                  |
| 父 クモハタ 1936 栗毛       | 父の父*トウルヌソル 1922 鹿毛         | Soliste                               | Prince William                        | Prince William   |
| 父 クモハタ 1936 栗毛       | 父の父*トウルヌソル 1922 鹿毛         | Soliste                               | Sees                                  |                  |
| 父 クモハタ 1936 栗毛       | 父の母星旗 1924 栗毛                  | Gnome                                 | Whisk Broom                           | Whisk Broom      |
| 父 クモハタ 1936 栗毛       | 父の母星旗 1924 栗毛                  | Gnome                                 | Fairy Sprite                          |                  |
| 父 クモハタ 1936 栗毛       | 父の母星旗 1924 栗毛                  | Tuscan Maiden                         | Maiden Erlegh                         | Maiden Erlegh    |
| 父 クモハタ 1936 栗毛       | 父の母星旗 1924 栗毛                  | Tuscan Maiden                         | Tuscan Red                            |                  |
| 母 第一シユリリー 1937 栗毛 | 母の父*レヴユーオーダー 1923 栗毛     | Grand Parade                          | Orby                                  | Orby             |
| 母 第一シユリリー 1937 栗毛 | 母の父*レヴユーオーダー 1923 栗毛     | Grand Parade                          | Grand Geraldine                       |                  |
| 母 第一シユリリー 1937 栗毛 | 母の父*レヴユーオーダー 1923 栗毛     | Accurate                              | Pericles                              | Pericles         |
| 母 第一シユリリー 1937 栗毛 | 母の父*レヴユーオーダー 1923 栗毛     | Accurate                              | Accuracy                              |                  |
| 母 第一シユリリー 1937 栗毛 | 母の母*シユリリー 1925 栗毛           | Treclare                              | Tredennis                             | Tredennis        |
| 母 第一シユリリー 1937 栗毛 | 母の母*シユリリー 1925 栗毛           | Treclare                              | Clare                                 |                  |
| 母 第一シユリリー 1937 栗毛 | 母の母*シユリリー 1925 栗毛           | Warwhoop                              | Maltster                              | Maltster         |
| 母 第一シユリリー 1937 栗毛 | 母の母*シユリリー 1925 栗毛           | Warwhoop                              | Warfare                               |                  |
| 母系(F-No.)                 | シュリリー系(FN:7-d)                  | シュリリー系(FN:7-d)                  | シュリリー系(FN:7-d)                  | [ § 3 ]          |
| 5代内の近親交配             | Bill of Portland S5×M5、Desmond M5×M5 | Bill of Portland S5×M5、Desmond M5×M5 | Bill of Portland S5×M5、Desmond M5×M5 | [ § 4 ]          |
| 出典                        | 1. 2. 3. 4.                           | 1. 2. 3. 4.                           | 1. 2. 3. 4.                           | 1. 2. 3. 4.      |

- 全姉クニハタの曾孫にラドンナリリー（1981年東京3歳優駿牝馬優勝馬）、ラドンナリリーの産駒にリンデンリリー（1991年エリザベス女王杯・ローズステークス優勝馬）、リンデンリリーの産駒にヤマカツリリー（2003年フィリーズレビュー優勝馬）がいる。